# تارزان نیرومند
«تارزان نیرومند» (انگلیسی: Tarzan the Mighty) یک مجموعه فیلم اکشن دنباله‌دار به کارگردانی «جک نلسون» و «ری تیلر» است که در سال ۱۹۲۸ منتشر شد.
هیچ نسخه‌ای از این فیلم باقی نمانده است.
در این نسخه از فیلم تارزان، شخصیت «جین» (همسر تارزان) وجود ندارد و به‌جایش، دختری به نام «مِری تره‌ور» در فیلم گنجانده شده است.

## بازیگران
- فرانک مریل
- ال فرگوسن
- ناتالی کینگزتون
- لوریمر جانزتون